# Para wodna

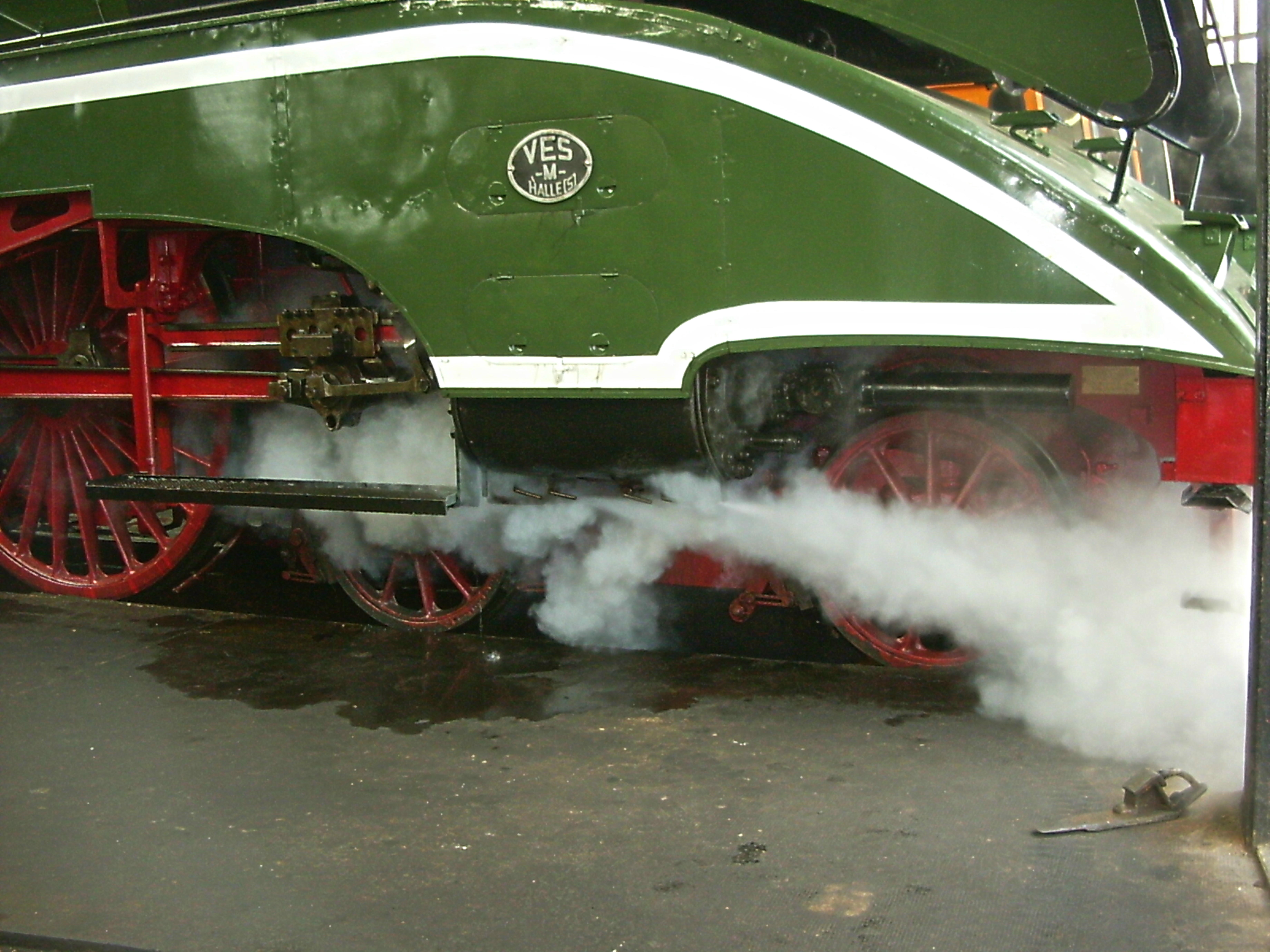
Skroplona para wodna

Para wodna – gazowy stan skupienia wody. Jako prawie czysty gaz występuje w naturze w gejzerach, w gorących jaskiniach, para jest wyrzucana z podziemi, jest wytwarzana i używana w technice oraz w gospodarstwie domowym. Jest zmiennym składnikiem powietrza atmosferycznego.

## Przemiany fazowe
Para wodna powstaje w wyniku parowania wody lub sublimacji lodu. Podczas tego procesu cząsteczka wody odrywa się od cieczy lub ciała stałego i przechodzi do gazu. Takie przejście wymaga dostarczenia energii. Energia ta jest zwykle pobierana z cieczy w postaci ciepła, przez co następuje oziębianie cieczy. Na granicy ciecz-gaz zachodzi też przechodzenie cząsteczek od gazu do cieczy (skraplanie). Dla danej temperatury ustala się równowaga zależna od ciśnienia wywoływanego przez cząstki pary wodnej, tzw. ciśnienie parcjalne, a nie zależy ono od ciśnienia wywieranego przez inne gazy na wodę. Gdy cząstek pary jest mniej, to przeważa parowanie, natomiast gdy cząstek jest zbyt dużo, przeważa skraplanie.
Przy żądanym ciśnieniu, temperaturę do której należy schłodzić parę wodną by możliwe było jej skroplenie, nazywa się temperaturą punktu rosy.
Ciepło skraplania pary wodnej wynosi 2,257 MJ/kg, a jej ciepło właściwe w 100 °C to 1,89 kJ/(kg·K).

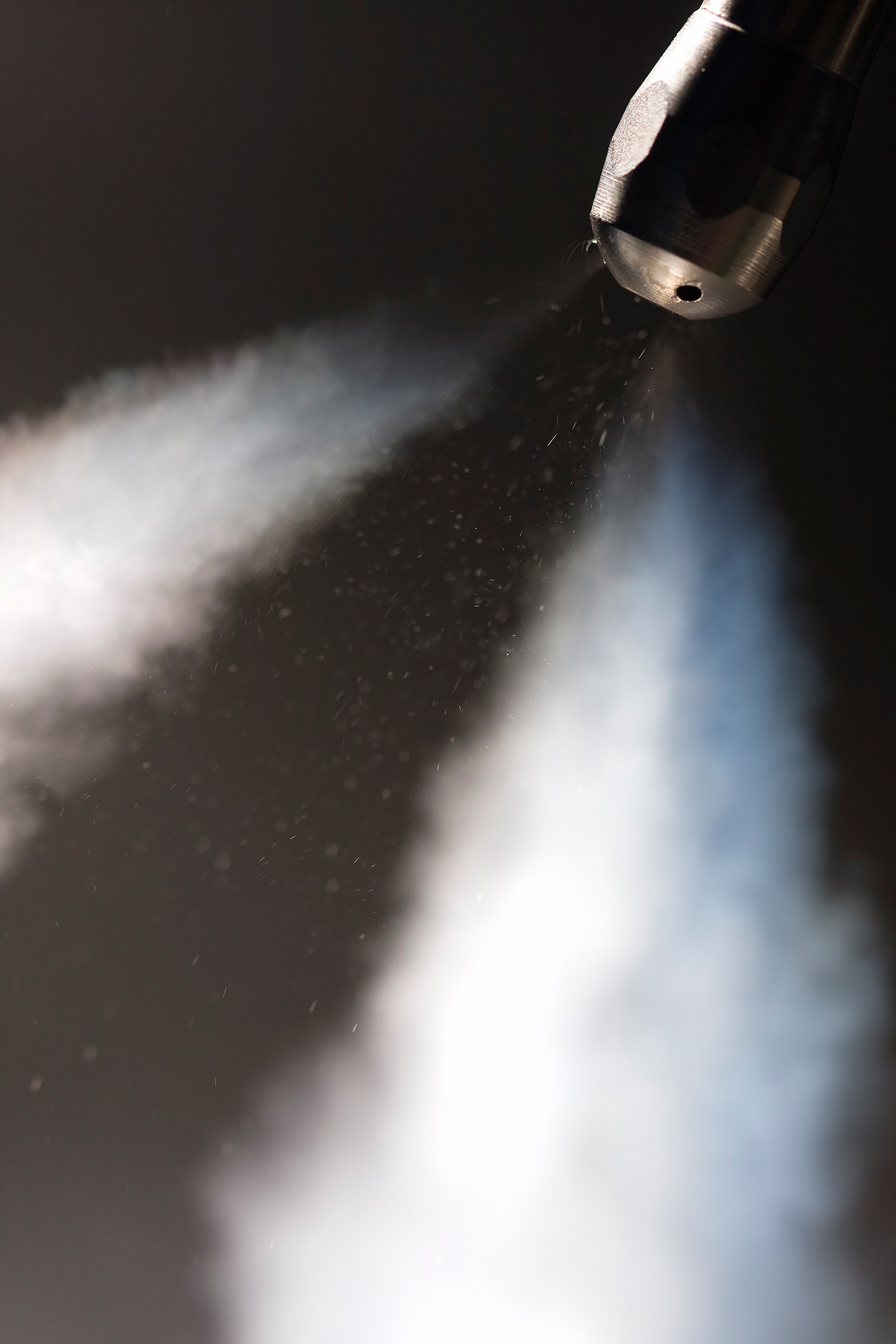
Skraplanie się pary wodnej

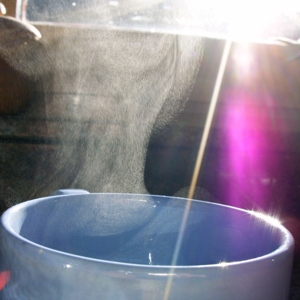
Kropelki mgły powstające w wyniku skraplania się pary wodnej

## Para wodna w atmosferze Ziemi
Para wodna w atmosferze Ziemi odgrywa bardzo ważną rolę – jest gazem cieplarnianym, kształtuje pogodę i klimat. Jej własności i przemiany wpływają na wiele zjawisk atmosferycznych.

## Para wodna w technice
W technice używana powszechnie jako czynnik termodynamiczny. Otrzymywana najczęściej w kotle parowym i reaktorach jądrowych. Służy przede wszystkim do napędu turbin parowych w elektrowniach cieplnych. Dawniej wykorzystywana była do napędu maszyn parowych na statkach i w parowozach, a w kuźniach napędzała młoty parowe i parowo-powietrzne. W ciepłownictwie wykorzystywana jest do transportu ciepła. Jako produkt uboczny powstaje w wyniku spalania wodoru i paliw węglowodorowych (w silnikach lotniczych i samochodowych, w palnikach kuchenki gazowej).

## Para wodna a organizmy żywe
Wytwarzana także przez organizmy żywe, zwykle w celu chłodzenia. Duża wartość ciepła parowania powoduje, że woda znakomicie nadaje się do tego celu. Sterowanie ilością odprowadzanej przez skórę wody jest jednym z mechanizmów pozwalających na utrzymanie stałej temperatury organizmu (u człowieka 36,6 °C). Parowanie z nadziemnych części roślin (transpiracja) oprócz chłodzenia, ułatwia transport składników odżywczych z gleby.

## Rodzaje pary wodnej
- para mokra
- para nasycona
- para sucha
- para przegrzana
- para przechłodzona (para przesycona)